# Dichochrysa incongrua
Dichochrysa incongrua là một loài côn trùng trong họ Chrysopidae thuộc bộ Neuroptera. Loài này được Fraser miêu tả năm 1951.